# Vương Hành Du
Vương Hành Du (王行瑜, ? - 895) là một quân phiệt vào cuối thời nhà Đường, kiểm soát Tĩnh Nan từ năm 887 cho đến khi qua đời vào năm 895. Ở thời điểm đỉnh cao, ông và đồng minh là Phượng Tường tiết độ sứ Lý Mậu Trinh từng kiểm soát chặt chẽ triều đình của Đường Chiêu Tông. Tuy nhiên, Vương hành Du sau đó chiến bại trước Hà Đông tiết độ sứ Lý Khắc Dụng, và bị thuộc hạ sát hại trên đường chạy trốn.

## Thân thế
Ông là người Bân châu (邠州)- thủ phủ của Tĩnh Nan quân. Ông trở thành một sĩ quan khi còn trẻ tuổi, và phụng sự tiết độ sứ Chu Mai khi Chu Mai tiến hành các chiến dịch chống lại cuộc nổi dậy của Hoàng Sào.

## Phụng sự Chu Mai
Năm 886, Đường Hy Tông chạy khỏi kinh sư Trường An đến Hưng Nguyên do quân triều đình thất bại trước liên quân của Hộ Quốc tiết độ sứ Vương Trọng Vinh và Hà Đông tiết độ sứ Lý Khắc Dụng. Chu Mai trước đó vốn liên kết với Tả Thần Sách trung úy Điền Lệnh Tư, song nay quay sang chống Đường Hy Tông và tôn một thành viên trong tông thất là Tương vương Lý Uân làm hoàng đế. Dưới chế độ của Lý Uân, Vương Hành Du được bổ nhiệm giữ chức Thiên Bình tiết độ sứ song không được ghi chép là từng đến nhậm chức; thay vào đó, Chu Mai phái ông đi tiến công Hưng Nguyên để bắt Đường Hy Tông.
Thoạt đầu, Vương Hành Du giành được một vài thắng lợi khi tiến công Tán Quan, buộc Thần Sách chỉ huy sứ Dương Thịnh (楊晟) phải chạy trốn đến Hưng châu. Khi Vương Hành Du tiến công Hưng châu, Dương Thịnh từ bỏ Hưng châu và triệt thoái đến Văn châu. Đường Hy Tông thay vào đó đã phái đô tướng Lý Thiền (李鋋) và Lý Mậu Trinh đi đánh Vương Hành Du ở Đại Đường phong, Vương Hành Du không thể đánh bại đội quân này.
Trong khi đó, sau khi kế nhiệm Điền Lệnh Tư, Dương Phục Cung đã truyền hịch đến Quan Trung nói rằng bất cứ ai giết chết Chu Mai sẽ đều được bổ nhiệm làm Tĩnh Nam tiết độ sứ. Vương Hành Du lo sợ sẽ bị Chu Mai trừng phạt vì không bắt được Đường Hy Tông, nên thuyết phục các thủ hạ của mình rằng họ nên quay sang chống lại Chu Mai, Khoảng tết năm 887, Vương Hành Du đột ngột đem quân trở về Trường An, tiến công và giết chết Chu Mai. Lý Uân chạy trốn song bị Vương Trọng Vinh sát hại. Sau đó, Đường Hy Tông bổ nhiệm Vương Hành Du làm Tĩnh Nan tiết độ sứ.

## Cai quản Tĩnh Nan
Năm 890, Đường Chiêu Tông ban cho Vương Hành Du chức Thị trung.
Sau khi hoạn quan Dương Phục Cung chạy trốn và nổi dậy tại Sơn nam Tây đạo vào cuối năm 891 cùng các con nuôi và cháu nuôi. Đến mùa xuân năm 892, Vương Hành Du cùng đồng minh là Phượng Tường tiết độ sứ Lý Mậu Trinh, Trấn Quốc tiết độ sứ Hàn Kiến, Thiên Hùng tiết độ sứ Lý Mậu Trang (李茂莊), và Khuông Quốc tiết độ sứ Vương Hành Ước (王行約) cùng thượng tấu thỉnh cầu Hoàng đế phát động một chiến dịch tiêu diệt họ Dương và phong Lý Mậu Trinh là Sơn Nam Tây đạo chiêu thảo sứ. Do không tin tưởng Lý Mậu Trinh, Đường Hy Tông thoạt đầu quyết định hòa giải, tuy nhiên Lý Mậu Trinh và Vương Hành Du đã từ chối tuân chỉ và khiển quân tiến công Sơn Nam Tây đạo, Đường Chiêu Tông sau đó buộc phải làm theo thỉnh cầu của họ. Sau đó, liên quân đánh bại họ Dương, Lý Mậu Trinh cũng đoạt được các lãnh địa của họ Dương. Trong chiến dịch, Đường Chiêu Tông đã ban chức Trung thư lệnh cho Vương Hành Du.
Năm 893, Lý Mậu Trinh và Vương Hành Du lên kết với tể tướng Thôi Chiêu Vĩ và người này bí mật thông báo cho họ các diễn biến trong triều đình. Chống lại lời can gián của Đỗ Nhượng Năng, Đường Chiêu Tông sau đó lên kế hoạch tiến công Lý Mậu Trinh, bổ nhiệm Từ Ngạn Nhược làm Phượng Tường tiết độ sứ và Đàm vương Lý Tự Chu (李嗣周) đem binh đi hộ tống Từ Ngạn Nhược. Tuy nhiên, trước khi Lý Tự Chu giao chiến với binh lính của Lý Mậu Trinh và Vương Hành Du, các tân binh của Lý Tự Chu do lọ sợ nên tiến hành đào ngũ. Lý Mậu Trinh và Vương Hành Du sau đó tiến đến kinh sự, Đường Chiêu Tông buộc phải hành hình Tây Môn Quân Toại (西門君遂), Lý Chu Đồng (李周潼) và Đoàn Hủ (段詡) và buộc Đỗ Nhượng Năng tự sát nhằm xoa dịu họ. Sau đó, Lý Mậu Trinh và Vương Hành Du kiểm soát chặt chẽ triều đình Trường An, các hoạn quan và triều sĩ đều liên kết với họ. Khi những người này mong muốn điều gì, họ sẽ báo với Lý Mậu Trinh và Vương Hành Du; Lý Mậu Trung và Vương Hành Du sau đó sẽ thượng tấu với Đường Chiêu Tông để yêu cầu tiến hành những hành động đó, Đường Chiêu Tông đều buộc phải chấp thuận. Tuy nhiên, cũng trong năm đó, khi Vương Hành Du yêu cầu được ban chức Thượng thư lệnh, tể tướng Vi Chiêu Độ bí mật phản đối vì không ai dám mang tước hiệu này từ khi Đường Thái Tông mang nó, ngay cả Quách Tử Nghi cũng nhiều lần từ chối không nhận và không bao giờ sử dụng nó. Đường Chiêu Tông đồng ý, và cố gắng xoa dịu Vương Hành Du bằng việc ban cho Vương Hành Du chức Thái sư, Thượng phụ và trao cho thiết khoán- đảm bảo rằng ông sẽ không bao giờ bị xử tội chết.
Năm 895, Thôi Chiêu Vĩ không hài lòng trước việc Đường Chiêu Tông bổ nhiệm Lý Hề giữ chức Đồng bình chương sự và ảnh hưởng tới quyền lực của bản thân, người này vì thế đã thông báo với Lý Mậu Trinh và Vương Hành Du rằng Vi Chiêu Độ phản đối thỉnh cầu ban chức Thượng thư lệnh của Vương Hành Du; và Vi Chiêu Độ cùng Lý Hề và Đường Chiêu Tông lên kế hoạch tiến công họ. Lý Mậu Trinh và Vương Hành Du sau đó đã thượng tấu phản đối việc Lý Hề làm Đồng bình chương sự, Đường Chiêu Tông buộc phải bãi chức vụ này của Lý Hề.
Sau cái chết của Hộ Quốc tiết độ sứ Vương Trọng Doanh, xảy ra tranh chấp quyền lực giữa cháu trai Vương Kha và con trai là Vương Củng. Vương Củng đã thuyết phục Vương Hành Du, Lý Mậu Trinh và Hàn Kiến thượng tấu thỉnh cầu để Vương Củng cai quản Hộ Quốc và giao lại Bảo Nghĩa cho Vương Kha. Đường Chiêu Tông thấy Lý Khắc Dụng ủng hộ con rể Vương Kha nên từ chối. Sau đó, Lý Mậu Trinh, Vương Hành Du và Hàn Kiến tiến vào kinh sư, giết chết Lý Hề cùng Vi Chiêu Độ. Sau đó, họ dự tính phế truất Đường Chiêu Tông là tôn Cát vương Lý Bảo lên thay thế. Tuy nhiên, vào lúc đó họ hay tin Lý Khắc Dụng huy động binh lính và chuẩn bị tiến quân, họ để lại 2.000 lính ở Trường An nhằm giám sát hoàng đế rồi trở về quân của mình chuẩn bị chống lại Lý Khắc Dụng.

## Bị đánh bại và qua đời
Lý Khắc Dụng tiến quân và truyền hịch với lời lẽ gay gắt chống lại Lý Mậu Trinh, Vương Hành Du và Hàn Kiến, tố cáo họ lạm sát Vi Chiêu Độ và Lý Hề. Lý Khắc Dụng nhanh chóng chiến thắng và giết chết Giáng châu thứ sử Vương Dao (王瑤)- người liên minh với Vương Củng. Sau đó, Lý Khắc Dụng vượt Hoàng Hà và tiến công Khuông Quốc; Vương Hành Ước phải bỏ quân và chạy đến Trường An. Lý Khắc Dụng sau đó lại bao vây thủ phủ Hoa châu của Hàn Kiến.
Trong khi đó, các binh lính mà Lý Mậu Trinh và Vương Hành Du để lại Trường An lại xung đột với nhau, do họ đều muốn bắt Hoàng đế và đưa về quân của mình, Đường Chiêu Tông nhân thời cơ này đã chạy đến Tần Lĩnh để tránh bị bắt. Lý Khắc Dụng tiến về Trường An, binh lính hai quân chạy trốn về quân của họ.
Lý Khắc Dụng tiến đến Lê Viên trại thuộc Tĩnh Nan, Lý Mậu Trinh lo sợ nên quay sang tạ lỗi với Đường Hy Tông và cầu hòa với Lý Khắc Dụng, Đường Chiêu Tông do đó hạ chỉ buộc Lý Khắc Dụng tập trung vào tiến công Vương Hành Du. Đường Chiêu Tông sau đó tuyên bố tổng tiến công Vương Hành Du và tước hết các chức tước của ông. Mặc dù đã phái sứ giả đến chỗ Đường Chiêu Tông và Lý Khắc Dụng song Lý Mậu Trinh vẫn phái quân đến cứu viện Vương Hành Du, Đường Chiêu Tông sau đó ra chỉ buộc Lý Mậu Trinh phải rút quân. Đến mùa đông năm 895, Lê Viên trại thất thủ, Vương Hành Ước và Vương Hành Thực bỏ Ninh châu, và chạy trốn. Sau khi chiến bại trước Lý Khắc Dụng tại Long Tuyền trại, Vương Hành Du chạy đến Bân châu cố thủ, sau đó đề nghị đầu hàng song Lý Khắc Dụng từ chối. Sau đó, Vương Hành Du lại bỏ Bân châu và chạy trốn, ông bị các thủ hạ của mình giết chết trên đường chạy trốn; thủ cấp của ông bị đưa đến Trường An để trình Đường Chiêu Tông. Theo kiến nghị của Lý Khắc Dụng, Đường Chiêu Tông bổ nhiệm Tô Văn Kiến làm tiết độ sứ mới của Tĩnh Nan.